# Kurt Sperrhake

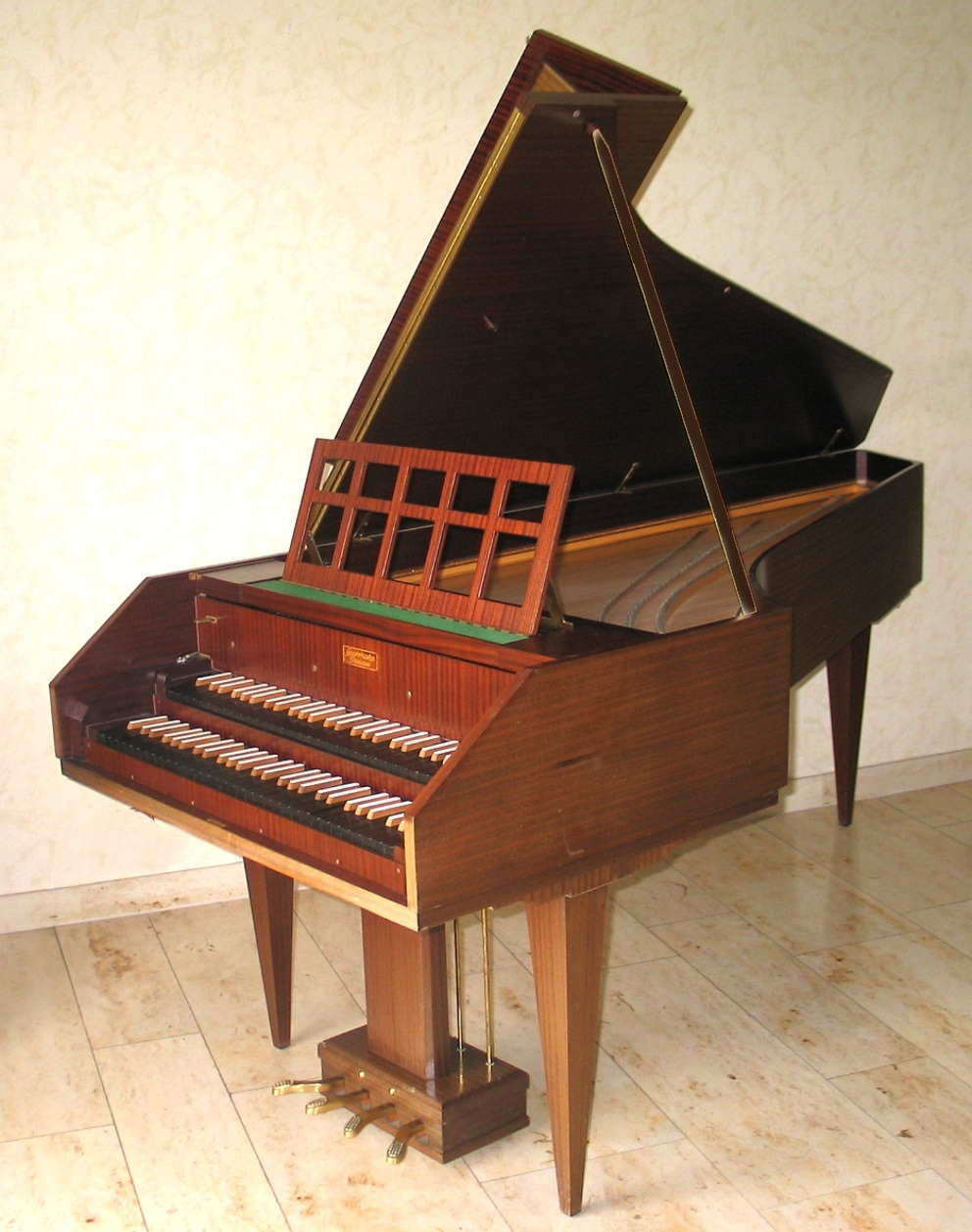
Modern Klavecimbel van het merk Sperrhake - 1976

Kurt Sperrhake (Eisenberg (Thüringen), 7 juni 1909 - Passau 17 juni 1991) is de oprichter van het toonaangevende twintigste-eeuwse Duitse klavecimbelmerk Sperrhake. Voor de Tweede Wereldoorlog bouwde hij piano's en verkocht klavecimbels van het merk Ammer.

## Biografie
In 1948 begon hij met het bouwen van klavecimbels. Sperrhake slaagde erin het merk op te laten klimmen tot een in Duitsland en ook wereldwijd bekend merk van in serie gebouwde klavecimbels. Het aantal werknemers van het in Passau (Beieren) gevestigde bedrijf steeg tot meer dan 60. Eind jaren 1960 werden ongeveer 600 instrumenten per jaar geproduceerd.
De modellen zijn vergelijkbaar met die van de concurrenten Neupert, Wittmayer, etc. Net als zij, wilde Sperrhake weinig weten van de moderne bouwwijzen en methodes die in zijn dagen in zwang waren.
Sperrhake maakte in de jaren 1950 deel uit van een beweging die de bouw van reproducties van historische instrumenten bevorderde om deze instrumenten op grote schaal beschikbaar te maken voor concertgebruik.
Sperrhake is nu in handen van J.C. Neupert - Manufaktur für historische Tasteninstrumente te Bamberg.

## Relevante artikelen
- Geschiedenis van het klavecimbel
- Klavecimbel